# Spitsmuisjes
Spitsmuisjes (Brentidae) zijn een familie van kevers behorende tot de superfamilie snuitkevers (Curculionoidea). 

## Beschrijving
Het lichaam van de meeste soorten spitsmuisjes is langwerpig en afgeplat, al zijn er veel uitzonderingen. In Europa komen vooral soorten uit de onderfamilie Apioninae voor. Deze kevers hebben over het algemeen een rond en gedrongen lichaam. Spitsmuisjes hebben geen geknikte antennes, dit in tegenstelling tot veel echte snuitkevers als de hazelnootboorder.

## Verspreiding
Spitsmuisjes hebben een kosmopolitische verspreiding. De grootste diversiteit bevindt zich in de tropen, maar ook in gematigde gebieden komen een groot aantal soorten spitsmuisjes voor. In Nederland hebben zich minstens 86 soorten gevestigd.

## Onderfamilies
- Apioninae
- Brentinae
- Eurhynchinae
- Ithycerinae
- Microcerinae
- Nanophyinae

## Afbeeldingen
- Grote wikkesnuitkever (Holotrichapion pisi)

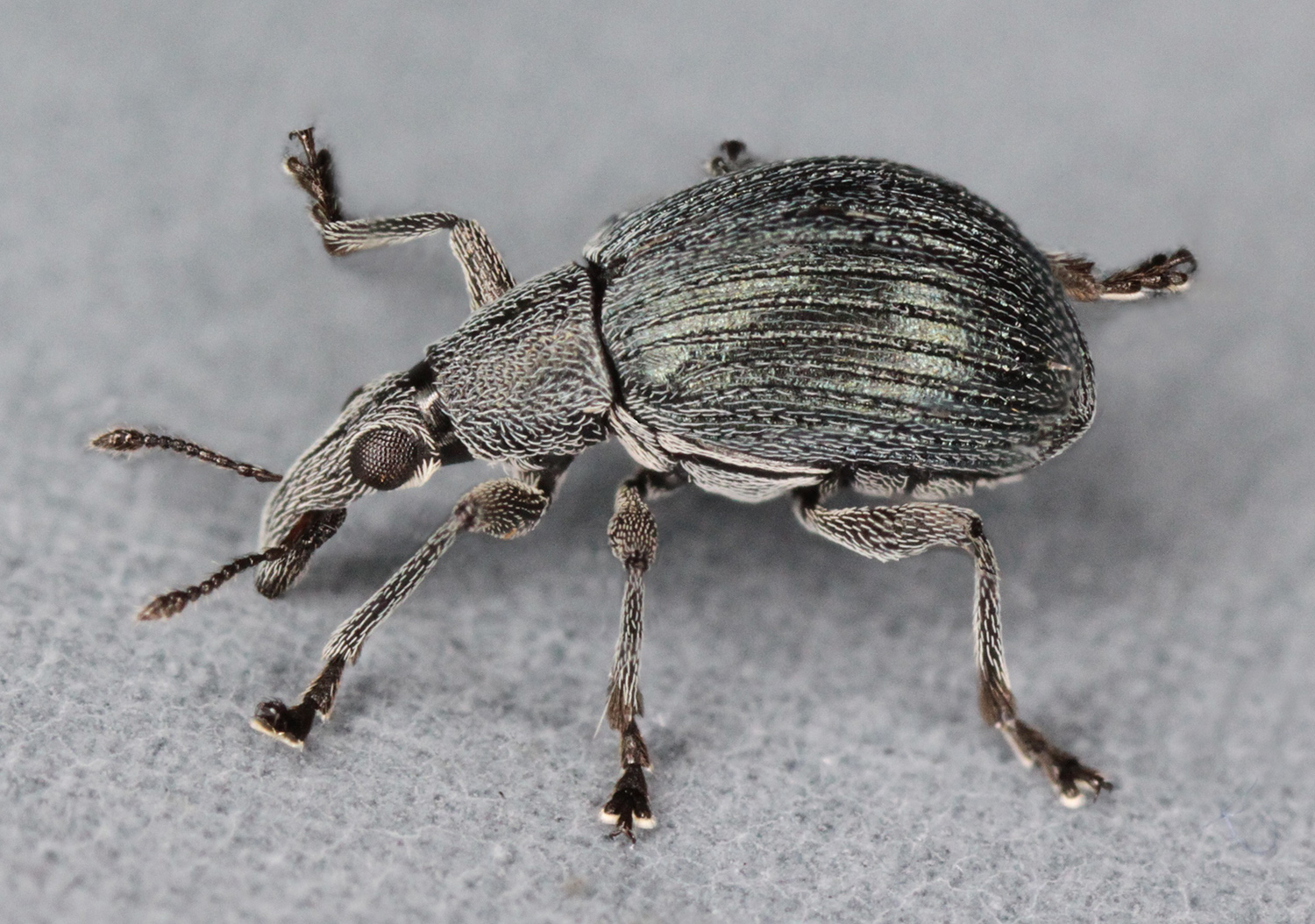
Oxystoma pomanae
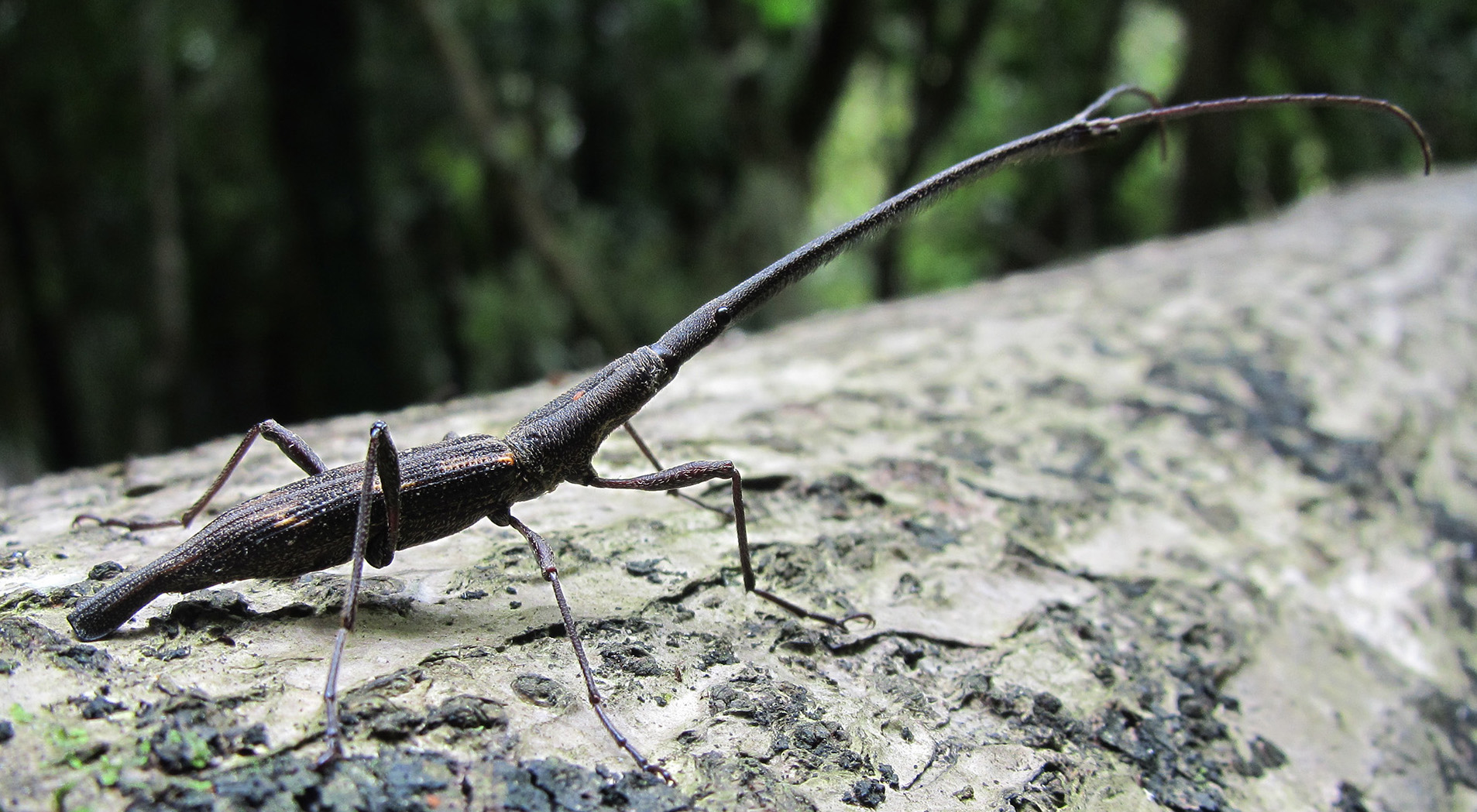
Lasiorynchus barbicornis
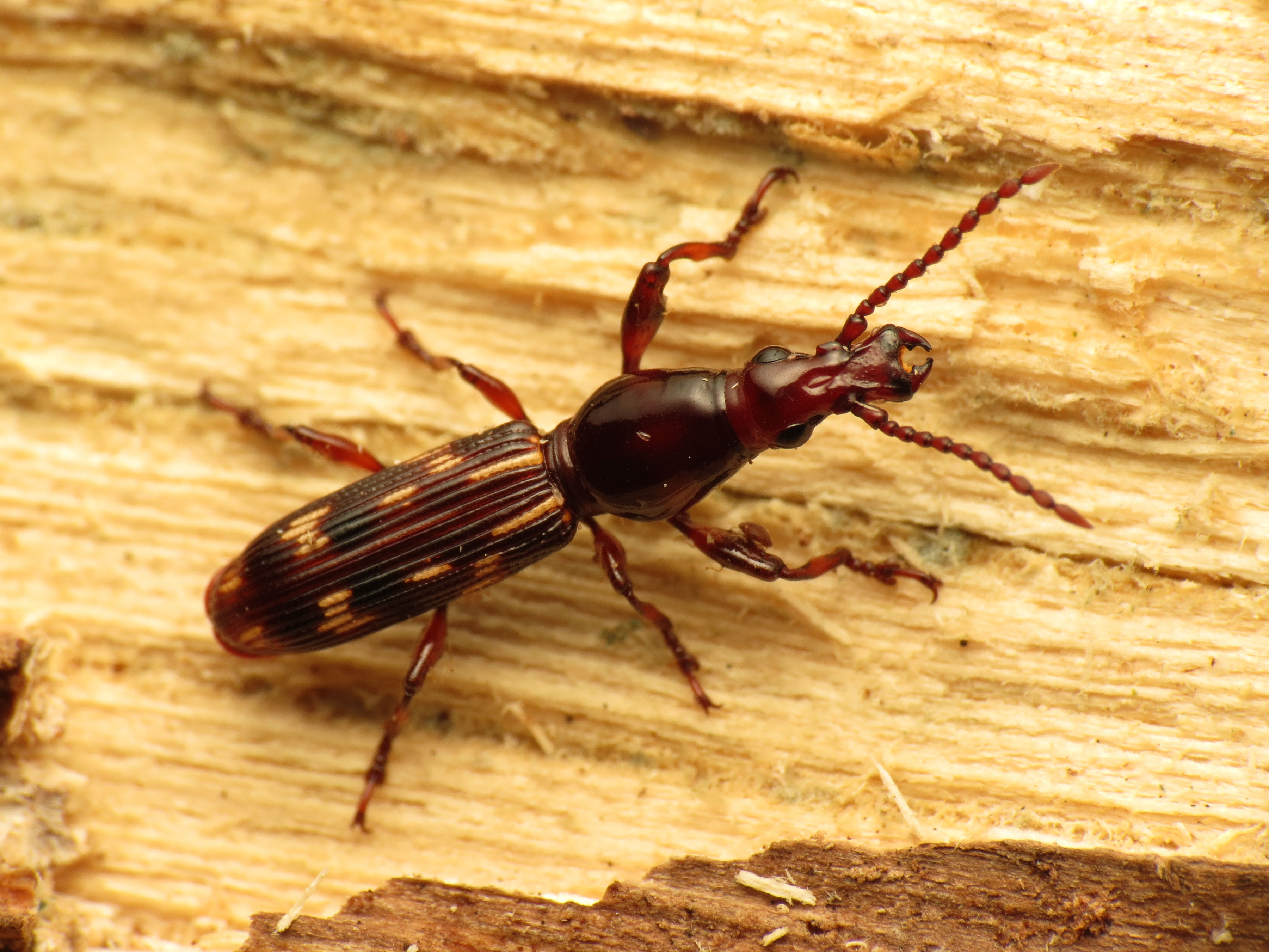
Arrhenodes minutus
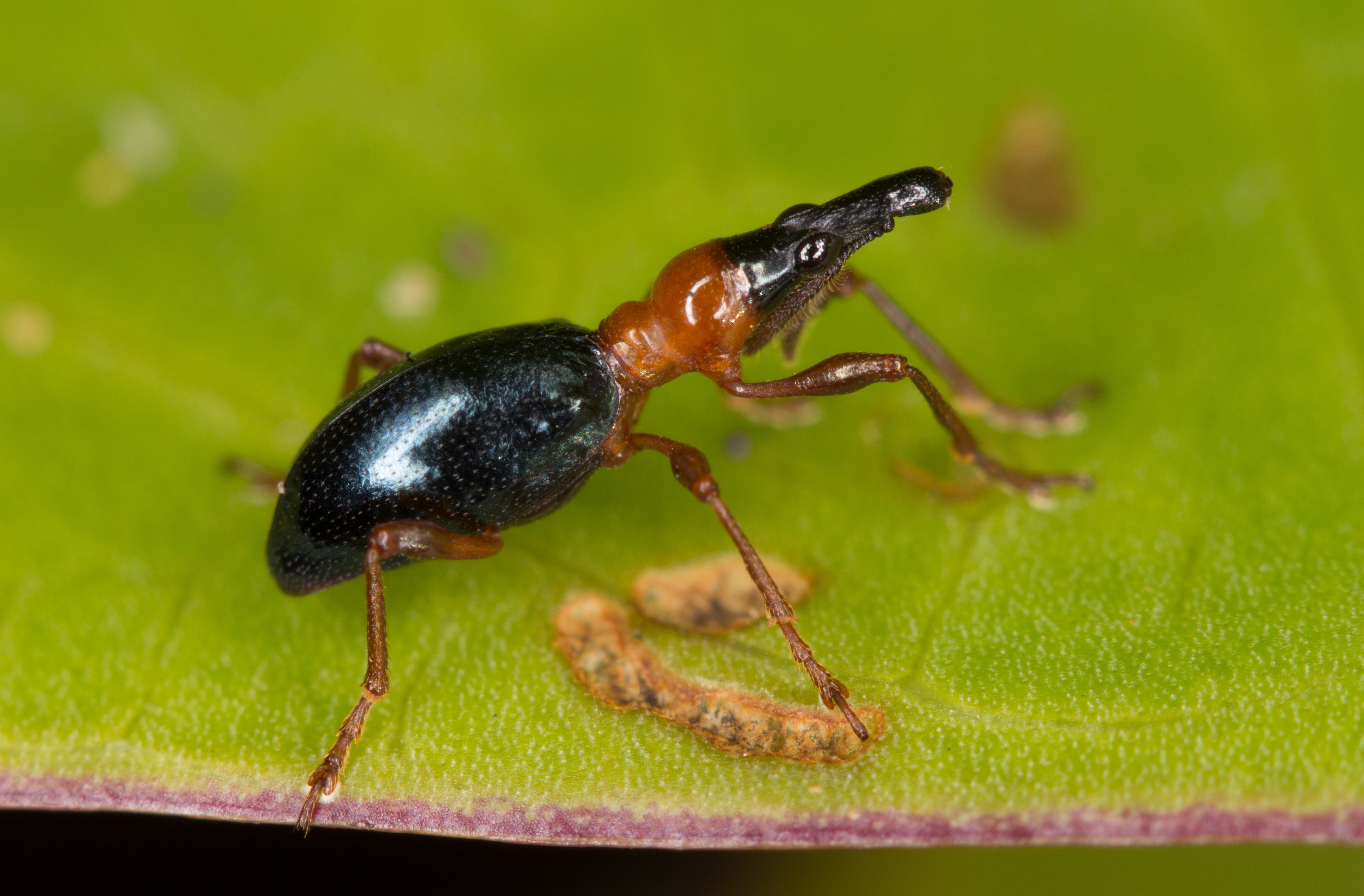
Aardappelsnuitkever (Cylas formicarius)
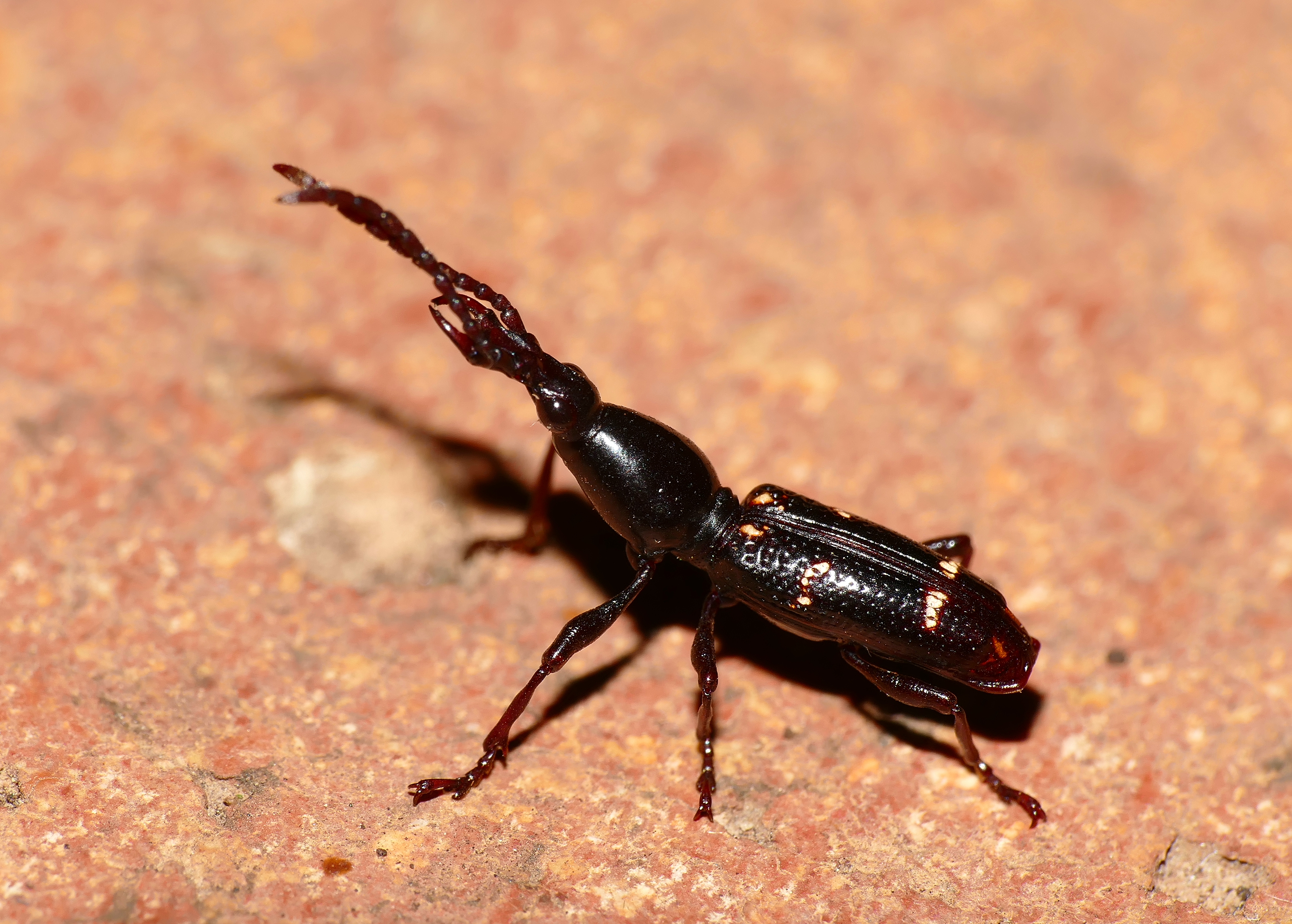
Orfilaia vulsellata